# Choromoro
Choromoro es una localidad argentina ubicada en el departamento Trancas de la provincia de Tucumán. Se encuentra en el valle de los Choromoros,  a 1 km de la ruta nacional 9, la cual es su principal vía de comunicación vinculándola al norte con Villa de Trancas y al sur con San Miguel de Tucumán.
Está dividida en 12 sectores: Aragón, Ruta 9 sur, Escuela, Irrigación, Entrada Norte, Estación, Río Seco, Acequia, Río Canal, barrio Sagrado Corazón y barrio 20 Viviendas. Cuenta con una escuela primaria, puesto de salud, comuna, comisaría, centro de jubilados, club deportivo y templo católico. La principal actividad económica es la agricultura, y hay una usina láctea.
El nombre de la localidad es también el de un molusco de nombre científico Bulimus poecillus.

## Población
Cuenta con 471 habitantes (Indec, 2010), lo que representa un incremento del 10% frente a los 428 habitantes (Indec, 2001) del censo anterior.
| Gráfica de evolución demográfica de Choromoro entre 1991 y 2010 |
|                                                                 |
| Fuente: Censos nacionales del INDEC                             |